# Le Chasseur de chez Maxim's (film, 1953)
Pour les articles homonymes, voir Le Chasseur de chez Maxim's (homonymie).
Pour plus de détails, voir Fiche technique et Distribution.
Le Chasseur de chez Maxim’s est un film français réalisé par Henri Diamant-Berger sorti en 1953, d'après la pièce éponyme d'Yves Mirande et Gustave Quinson.

## Synopsis
Julien Pauphilat est, depuis quarante six ans, chasseur chez Maxim's, mais il se fait passer pour un industriel auprès de sa fille Geneviève. Grâce à son métier très rémunérateur, la retraite venue, il achète un château et devient un notable. Un de ses clients de chez Maxim's se trouve demeurer dans son nouvel environnement campagnard : le marquis du Vélin, un jeune noceur qui vient d'hériter une fortune de son oncle. Et ce marquis rencontre sa fille, en tombe amoureux et veut l'épouser. Julien refuse d'abord son consentement, avant de se laisser convaincre par l'amour.

## Fiche technique
- Titre : Le Chasseur de chez Maxim’s
- Réalisation : Henri Diamant-Berger, assisté de Jean Toulout
- Scénario : d'après la pièce éponyme d'Yves Mirande et Gustave Quinson (non crédité), créée le 24 décembre 1920 au théâtre du Palais-Royal, à Paris
- Adaptation : Henri Diamant-Berger, François Jérôme
- Dialogues : François Jérôme
- Décors : Roger Briaucourt, assisté de Jacques Mély
- Costumes : Rosine Delamare
- Photographie : Victor Armenise
- Opérateur : René Ribault
- Musique : Loulou Gasté
- Direction musicale : Pierre Guillermin (éditions Louis Gasté)
- Montage : Hélène Basté
- Fourrures de Sauzaie
- Script-girl : Odette Lemarchand
- Maquillage : Bonnemaison
- Régisseur général : Philippe Senne
- Photographe de plateau : Joffres
- Son : Louis Hochet
- Enregistrement sonore : Poste Parisien
- Tournage dans les studios de Neuilly
- Sociétés de production : Actor Film - Le Film d'Art
- Directeur de production : Gérard Ducaux-Rupp
- Distribution : Les Artistes associés
- Laboratoire : LTC Saint-Cloud
- Trucage : LAX
- Pays d'origine :  France
- Format : Noir et blanc - 1,37:1 - 35 mm - Son mono
- Genre : Comédie
- Durée : 96 minutes
- Date de sortie : 
  - France - 14 août 1953
- Visa d'exploitation : 14075

## Distribution
- Yves Deniaud : Julien Pauphilat, le chef des chasseurs
- Pierre Larquey : le chanoine Hersant
- Raymond Bussières : Joseph, le garde-chasse
- Jean Debucourt : le baron, un habitué du bar de l'hôtel
- Jacqueline Pierreux : Cri-Cri, une danseuse aventurière
- Sylvie Pelayo : Geneviève Pauphilat, la fille de Julien
- Pauline Carton : Madame Sophie, la couturière et mère de Lise
- Gérard Séty : le chambellan du roi
- Denise Provence : Lise, la fille de Sophie et petite amie de Julien
- Jean Piat : le marquis Clotaire de La Guérinière, alias : le marquis André du Velin
- Madeleine Suffel : Emma Paussier, la gouvernante de Geneviève
- Davia : Mme de Méry, la présidente de l'œuvre de St-Hubert
- Denise Kerny : Lola Magny, la journaliste
- Andrée Servilange : Mme Brigitte Guinelet, la femme de l'avoué
- Andrée Lafayette : Mme de Beaubourg, une dame de l'œuvre
- Nicole Riche : Catherine, la dame qui accompagne M. Guinelet
- Paul Villé : Ernest, le directeur de chez Maxim's
- Clément Thierry : Octave, le neveu du directeur
- Pierre Magnier : Honoré, le maître de table de l'hôtel
- Henri Debain : M. de Méry
- Numès Fils : M. Amédée, l'ordonnateur des pompes funèbres
- Serge Lecointe : André, le petit chasseur
- Roger Saget : le roi Babouch IV de Chaldée
- André Boucher : Arthur, le chauffeur du marquis
- René Worms : Gaston, le barman
- Charles Lemontier : M. Guinelet, l'avoué
- Les Sœurs Étienne : elles-mêmes, chantant Je ne sais pas
- Miguel Amador  : lui-même, chantant Carnaval à Rio
- Gérard Darrieu : un étudiant reçu au bac
- Jany Vallières (sous réserves) : une étudiante
- Roger Vincent : un homme à la fête de charité
- Marc Arian (sous réserve) : un homme de la suite du roi